# Palacete do Morro da Graça

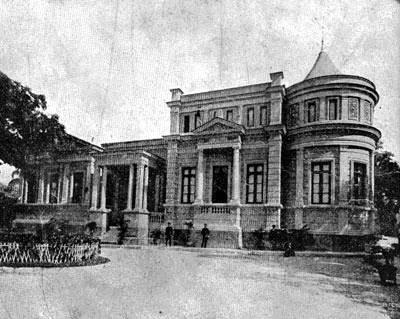
O palacete onde residiu o Senador Pinheiro Machado

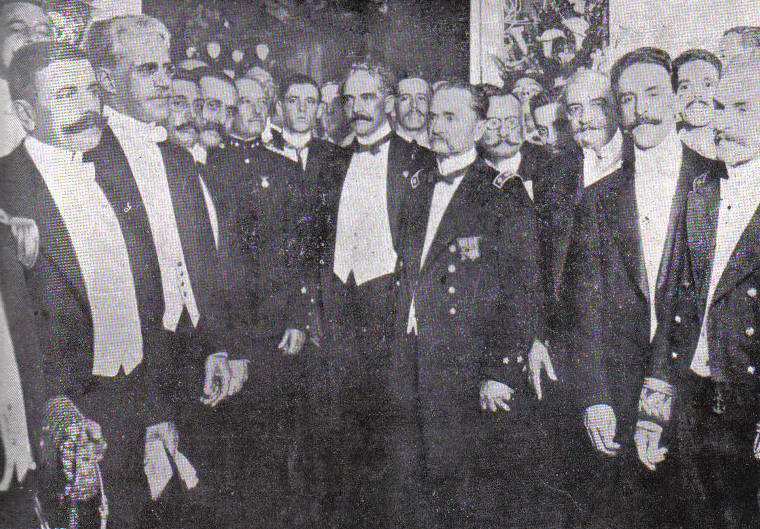
Recepção no Morro da Graça, com a presença de políticos e oficiais generais - ao centro o Senador Pinheiro Machado

O Palacete do Morro da Graça é uma construção em estilo eclético, situada na colina de igual denominação, localizada no bairro das Laranjeiras, na cidade do Rio de Janeiro, no quarteirão limitado pelas Ruas Pinheiro Machado, Laranjeiras, Soares Cabral e Moura Brasil, com acesso pela Rua Pinheiro Machado, 22.

## História
Foi reconstruído no final do século XIX, sobre as fundações de uma antiga residência ali existente da família Rozo. Em 1878, foi adquirido pelo comerciante Manoel Fernandes da Cunha Graça, que deu o nome ao Morro.
Em 1897, foi comprado pelo senador José Gomes Pinheiro Machado, político que se destacou na propaganda pelo estabelecimento da República no Brasil, mantendo uma importante liderança política nacional até a sua morte, em 8 de setembro de 1915. Lá, ele morou com a esposa, Benedita Brazilina Pinheiro Machado, ficando a residência também conhecida como "Vila Brazilina".
Nesse período, tornou-se um centro político importante da República, para onde acorriam políticos e autoridades de maior destaque e onde se tomavam decisões de importância para o país.
Depois foi utilizado por uma empresa de engenharia e posteriormente, sofreu alguns acréscimos, quando ali funcionou um colégio particular, o colégio Sacre-Coeur de Jesus. A instituição educacional ficou ali de 1935 a 1969. 
Quando sediou a edição do evento Casa Cor de 2008, passou por uma reforma e voltou a sua utilização original, como  residência. O ladrilho hidráulico do hall foi mantido assim como restaurada a cor da época de Pinheiro Machado  na fachada (essa cor foi descoberta durante as obras da reforma). 
A construção está preservada parcialmente por um decreto de tombamento da prefeitura carioca, que abrange a fachada e os jardins. 

## Arquitetura
O Palacete do Morro da Graça possui um pátio frontal com  muro de arrimo e contrafortes em pedra aparente, que já existia desde as primeiras ocupações. Durante a ocupação pelo Colégio Sacre-Couer de Jesus, foi erguido um prédio anexo em 1935 e dentro dele encontram-se escadarias em granito, muros em pedra e gradis em ferro fundido.
Após ser transformado em um condomínio particular, constituído de três prédios, o palacete foi transformado para abrigar dezesseis apartamentos, de 60 a 95 metros quadrados.